# Великие Береги
Великие Береги́ (укр. Великі Береги, венг. Nagybereg) — село в Береговском районе Закарпатской области Украины. Административный центр Великобережской сельской общины.
Население по переписи 2001 года составляло 2540 человек. Почтовый индекс — 90242. Телефонный код — 03141. Занимает площадь 5,5 км². Код КОАТУУ — 2120480801.